# BBC Music Magazine
BBC Music Magazine – brytyjski miesięcznik poświęcony muzyce poważnej. Został wydany po raz pierwszy w czerwcu 1992 roku przez BBC Worldwide. Publikuje recenzje z koncertów, płyt, wywiady  i artykuły dotyczące muzyki poważnej. Posiada też rozdziały o jazzie i world music. Jest to czasopismo muzyczne o największym nakładzie na świecie. Od 2012 roku miesięcznik jest wydawany przez Immediate Media Company na licencji BBC Worldwide.